# Axel Locher
Axel Thilson Locher, född 11 september 1879 i Köpenhamn, död 11 juni 1941 i Hjørring, var en dansk skulptör och son till marin- och Skagenmålaren Carl Locher.

## Biografi

### Utbildning
Som 12-åring följde Axel Locher i faderns sin fotspår, då han blev elev av skulptören Vilhelm Bissen.
År 1897 debuterade han endast 18 år gammal på Charlottenborg med kvinno figuren Modena. Han lämnade akademien år 1899 och började samma år att arbeta som keramisk formgivare på porslinsfabriken Bing & Grøndahl under artistisk ledning av J.F. Willumsen.

## Utmärkelser
- Akademiets legat, 1904
- Det anckerske Legat, 1905
- Raben-Levetzaus legat, 1905
- Akademiets legat, 1907
- Hjelmstierne-Rosencroneske Legat, 1915
- Ronges legat, 1915